# Alfred Smoular
Alfred Smoular (Paris, 14 février 1911 - Japon, 28 novembre 1994) est un ethnologue et journaliste français spécialiste du Japon et de l'Asie.

## Biographie
Diplômé de l’Institut d’ethnologie de l’Université de Paris, il devient en 1934 attaché au musée d’Ethnographie du Trocadéro, section Tibet, où il développe les études sur la danse.
La même année, il se lie d'amitié avec le traducteur Matsuo Kuninosuke (connu en France sous le nom de Kuni Matsuo, 1899-1975) et collabore à la création de la revue France-Japon, « Revue mensuelle de liaison culturelle entre la France et le Japon ». Dans la foulée, il fait un premier voyage au Japon.
Pendant la Seconde Guerre mondiale, il entre dans les Forces Françaises de l’Intérieur (FFI) avant d’être arrêté  puis déporté à Auschwitz en avril 1944.
En 1951, il est envoyé en Asie par le magazine Paris Match pour couvrir la guerre de Corée. Il devient ensuite correspondant de l’Agence France-Presse à Tōkyō et s’installe au Japon où il vit jusqu’à sa mort.
En 1992, il publie Sont-ils des humains à part entière ? L’intoxication anti-japonaise, un livre dans lequel, fort de sa riche expérience de l’Archipel, il prend la défense de la culture nippone.